# Molí del Mig (Castellcir)

El Molí del Mig, respecte del terme de Castellcir

El Molí del Mig, el nom complet del qual és Molí del Mig del Bosc, fou un antic molí situat en el terme municipal de Castellcir, a la comarca del Moianès.
Està situat a la part meridional del terme, a l'esquerra de la riera de Castellcir. Pertanyia a la masia del Bosc, que es troba al nord-est del molí, però té més a prop la masia de Can Sants, que queda al nord-oest. Just a migdia de les restes del Molí del Mig hi ha les del Molí Nou.
El seu accés és fàcil amb tota mena de vehicles fins al Molí del Bosc, però des d'aquest lloc cal continuar a peu. Es travessa la riera de Castellcir, i cal continuar aigües avall per l'esquerra de la riera fins que, al cap de poc més de 400 metres s'arriba a les poques restes que queden d'aquest molí. Uns quatre-cents metres més al sud, pel mateix camí, es troba el Molí Nou del Bosc. Antigament hi menava, directament des del Sant Andreu de Castellcir, el Camí del Molí del Mig del Bosc, que passava per la Vileta.